# 兵庫県道94号丹南篠山口インター線

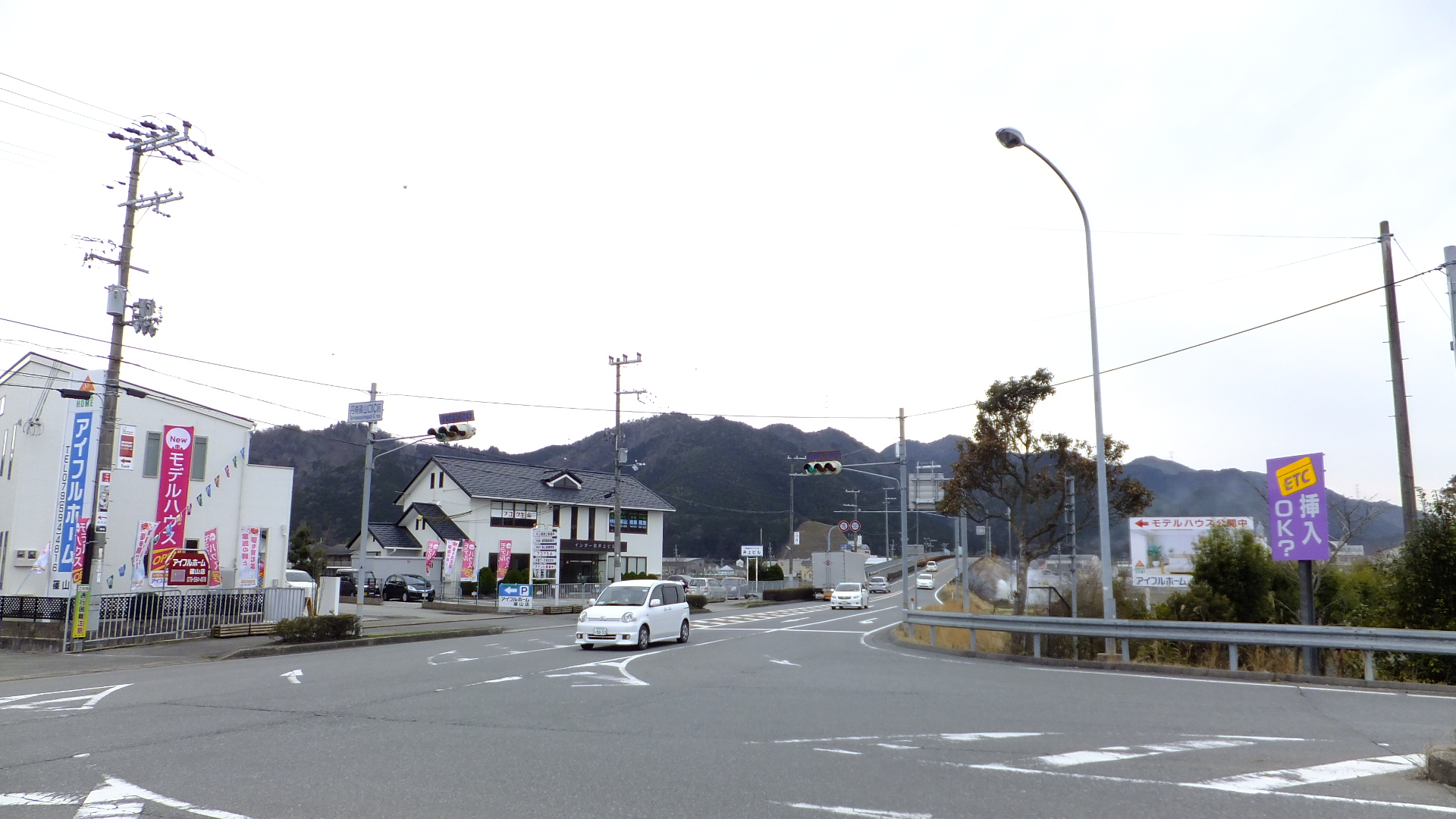
起点付近
兵庫県丹波篠山市杉で撮影

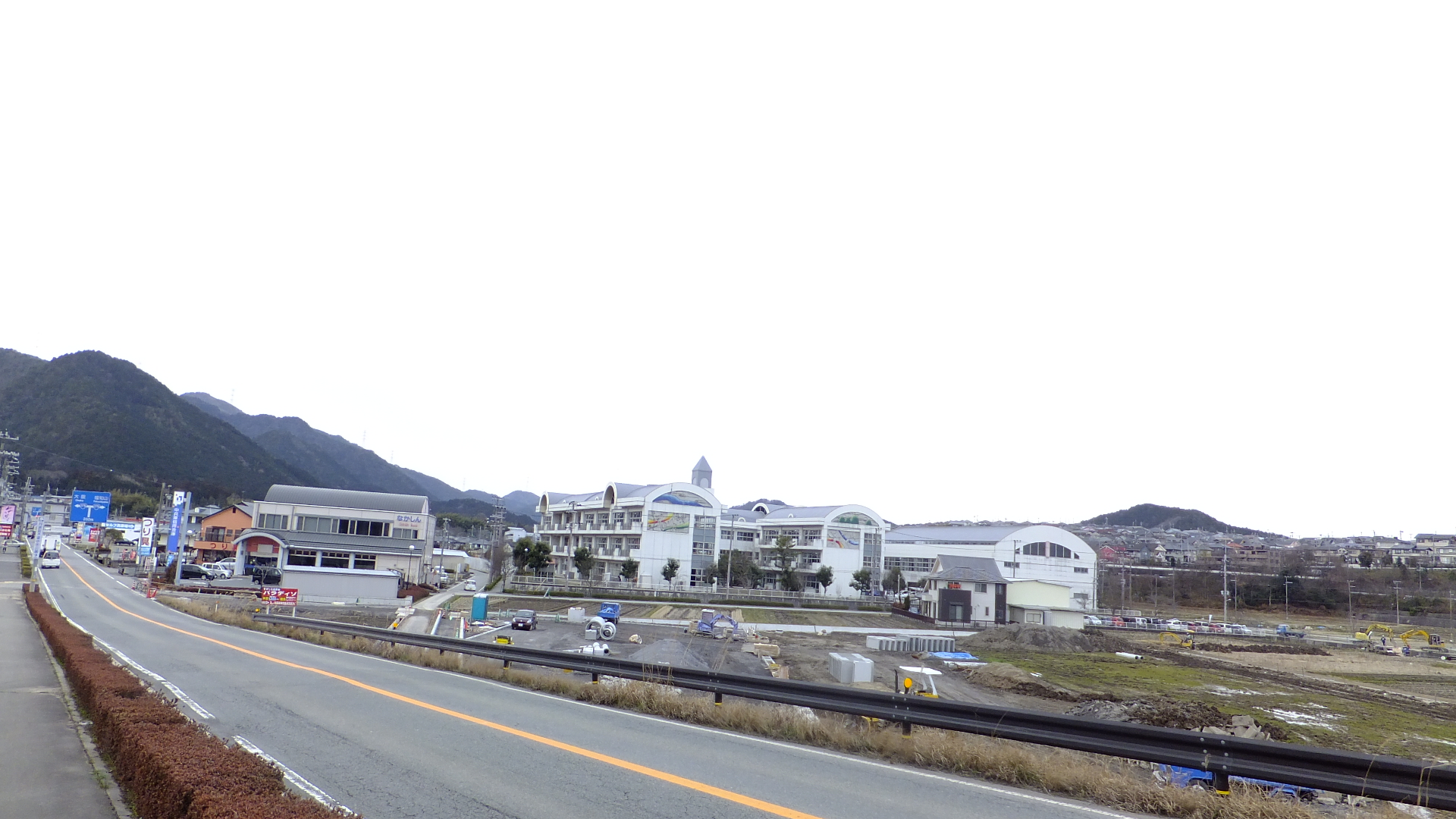
丹波篠山市立味間小学校付近
兵庫県丹波篠山市中野で撮影

兵庫県道94号丹南篠山口インター線（ひょうごけんどう94ごう たんなんささやまぐちインターせん）は、兵庫県丹波篠山市の丹南篠山口インターから味間新に至る県道（主要地方道）である。

## 概要

### 路線データ
建設省告示に基づく起終点および経過地は次のとおり
- 起点：丹南篠山口インター（丹南篠山口IC前交差点、舞鶴若狭自動車道丹南篠山口IC・兵庫県道299号大沢新東吹線交点）
- 終点：兵庫県多紀郡丹南町味間新[注釈 1]（味間新交差点、国道176号交点）
- 路線延長：659m

## 歴史
- 1993年（平成5年）5月11日 -  建設省（当時）が県道大沢新篠山線の一部を丹南篠山口インター線として主要地方道に指定する[1]。

## 地理

### 通過する自治体
- 丹波篠山市

### 交差する道路
- 舞鶴若狭自動車道 丹南篠山口インターチェンジ・兵庫県道299号大沢新東吹線（丹波篠山市杉・丹南篠山口IC前交差点、起点）
- 国道176号（丹波篠山市味間新粟田ノ坪・味間新交差点、終点）